# 錢葆青
錢葆青（？—？）字仲轩（一作仲仙），湖北省襄陽府谷城县人，清朝及中华民国政治人物。

## 生平
光绪二十六年庚子十二月（1901年）：
壬子。谕内阁湖北学政王同愈奏、保举书院院长暨肄业各生恳恩鼓励一摺。湖北经心书院院长已革掌广西道御史吴兆泰、两湖书院院长降调翰林院编修梁鼎芬，训课精勤，卓著成效，均著赏还原衔。谷城县举人拣选知县钱葆青、江夏县岁贡生姚汝说、黄陂县廪生徐毓华，均能励志勤学，自应予以奖励。钱葆青著以知县选用。姚汝说、徐毓华均著以教职选用。以示鼓励。
1908年，方廷琛刚出任京师大学堂监督，便聘桂邦杰为国文教习，桂邦杰从而和吴汝纶、严复、林纾、郭立山、林传甲、杨昭凯、钱葆青、刘焜等京师大学堂国文教习被称作“中国文学学科史上第一批文学教习”。光绪三十四年（1908年）至宣统元年（1909年），錢葆青任清朝湖南省平江县知县。
宣统三年（1911年），錢葆青复任平江县知县。辛亥革命爆发后，1911年10月24日夜，长沙光复后的第三日，平江县的革命党人李僧、翁确存、秦志高、黄趁意等一百多人响应湖南独立之号召，在三更时分进入平江县公署，组织军、民两政办公处，开始主持平江县政。清朝平江县知县钱葆青、巡警总局长许绍獬逃走。
1918年，錢葆青当选中华民国第二届国会参议员。1920年，第二届国会解散。

## 著作
- 錢葆青，看镜楼初稿（重熹堂全集之一）：戊辰销夏百一诗，己巳销夏怀人诗，武昌，1931年